# Eliminatórias para o Campeonato Africano das Nações de 2023 – Grupo B
O Grupo B das Eliminatórias para o Campeonato Africano das Nações de 2023 é um dos doze grupos que irão definir as equipes que se classificaram para o Campeonato Africano das Nações de 2023. Participaram quatro seleções: Burquina Fasso, Cabo Verde, Essuatíni e Togo.
As equipes jogaram uma contra a outra no formato todos contra todos entre julho de 2022 e setembro de 2023.

## Classificação
| Pos | Equipe         | Pts | J | V | E | D | GP | GC | SG | Classificado                           |     | BFA | CPV | TOG | ESW |
| --- | -------------- | --- | - | - | - | - | -- | -- | -- | -------------------------------------- | --- | --- | --- | --- | --- |
| 1   | Burquina Fasso | 11  | 6 | 3 | 2 | 1 | 8  | 5  | +3 | Campeonato Africano das Nações de 2023 |     | —   | 2–0 | 1–0 | 0–0 |
| 2   | Cabo Verde     | 10  | 6 | 3 | 1 | 2 | 7  | 6  | +1 | Campeonato Africano das Nações de 2023 |     | 3–1 | —   | 2–0 | 0–0 |
| 3   | Togo           | 8   | 6 | 2 | 2 | 2 | 8  | 8  | 0  |                                        |     | 1–1 | 3–2 | —   | 2–2 |
| 4   | Essuatíni      | 3   | 6 | 0 | 3 | 3 | 3  | 8  | −5 |                                        | 1–3 | 0–1 | 0–2 | —   |     |

## Partidas
| 3 de junho de 2022 | Togo                  | 2 – 2     | Essuatíni                    | Estádio de Kégué, Lomé            |
| 16:00 (UTC+0)      | Placca 20' · Laba 87' | Relatório | Ndzinisa 84' · Ngwenya 90+5' | Árbitro: BEN Djindo Houngnandande |

| 3 de junho de 2022 | Burquina Fasso              | 2 – 0     | Cabo Verde | Estádio de Marraquexe, Marraquexe (Marrocos) |
| 20:00 (UTC+1)      | Bandé 58' · D. Ouattara 88' | Relatório |            | Árbitro: GHA Daniel Nii Laryea               |

| 7 de junho de 2022 | Essuatíni    | 1 – 3     | Burquina Fasso                     | Estádio FNB, Joanesburgo (África do Sul) |
| 15:00 (UTC+2)      | Ndzinisa 84' | Relatório | D. Ouattara 69', 75' · Aziz Ki 85' | Árbitro: MWI Easter Zimba                |

| 7 de junho de 2022 | Cabo Verde                         | 2 – 0     | Togo | Estádio de Marraquexe, Marraquexe (Marrocos) |
| 18:30 (UTC+1)      | Júlio Tavares 10' · Monteiro 90+4' | Relatório |      | Árbitro: TUN Mehrez Melki                    |

| 24 de março de 2023 | Cabo Verde | 0 – 0     | Essuatíni | Estádio Nacional, Praia         |
| 15:00 (UTC−1)       |            | Relatório |           | Árbitro: GHA Charles Benle Bulu |

| 24 de março de 2023 | Burquina Fasso | 1 – 0     | Togo | Estádio de Marraquexe, Marraquexe (Marrocos) |
| 19:00 (UTC+0)       | Tapsoba 87'    | Relatório |      | Árbitro: SEN Maguette Ndiaye                 |

| 28 de março de 2023 | Essuatíni | 0 – 1     | Cabo Verde | Estádio Mbombela, Nelspruit (África do Sul) |
| 15:00 (UTC+2)       |           | Relatório | Mendes 56' | Árbitro: RWA Jean Claude Ishimwe            |

| 28 de março de 2023 | Togo     | 1 – 1     | Burquina Fasso | Estádio de Kégué, Lomé      |
| 19:00 (UTC+0)       | Laba 26' | Relatório | Ouattara 12'   | Árbitro: GAM Bakary Gassama |

| 18 de junho de 2023 | Essuatíni | 0 – 2     | Togo                      | Estádio Mbombela, Nelspruit (África do Sul) |
| 17:00 (UTC+2)       |           | Relatório | Denkey 14' · Placca 90+2' | Árbitro: KEN Peter Waweru                   |

| 18 de junho de 2023 | Cabo Verde                          | 3 – 1     | Burquina Fasso | Estádio Pelé, Praia         |
| 15:00 (UTC−1)       | Bebé 7' · Fernandes 67' · Clé 90+4' | Relatório | Dayo 45+3'     | Árbitro: TUN Haythem Guirat |

| 8 de setembro de 2023 | Burquina Fasso | 0 – 0     | Essuatíni | Estádio de Marraquexe ,Marraquexe, (Marrocos) |
| 20:00 (UTC+1)         |                | Relatório |           | Árbitro: EGY Amin Omar                        |

| 10 de setembro de 2023 | Togo                                 | 3 – 2     | Cabo Verde              | Estádio de Kégué, Lomé     |
| 16:00 (UTC+0)          | Denkey 40' (pen), 77' · Ouattara 87' | Relatório | Pina 4' · Benchimol 20' | Árbitro: LBY Ibrahim Mutaz |